# Шибалово (Ленінградська область)
Шибалово (рос. Шибалово) — присілок Бокситогорського району Ленінградської області Росії. Входить до складу Подборовського сільського поселення.
Населення — 16 осіб (2012 рік). 